# Montemassi
Montemassi is een plaats (frazione) in de Italiaanse gemeente Roccastrada.